# Bootstrapping (finans)
Bootstrapping är inom finansvärlden en metod för att konstruera en (nollkupong) avkastningskurva baserat på priserna hos kupongbärande produkter, till exempel obligationer eller swaps. 
Motsvarande bootstrapkurva är en kurva konstruerad så att de produkter vars priser används som indata vid konstruktionen har samma pris när kurvan används för att prisa dessa produkter. Det som kännetecknar bootstrapping är att kurvan erhålls från obligationers avkastning rekursivt genom framåtsubstitution. Denna metod hänvisas ofta till som bootstrapmetoden. Den stora fördelen med denna metod är att man utifrån ett litet antal väl utvalda nollkupongprodukter kan konstruera en kurva och beräkna swap-räntor för alla löptider.

## Beräkningsmetodik
Vid konstruktionen av en avkastningskurva med hjälp av bootstrapmetoden så är det först viktigt att betänka kvalitén på indatan. Det rimliga valet faller ofta på skuldpapper av nollkupongtyp, som kan prissätta alla sorters avkastningar, oberoende av om det rör sig om forwards eller swaps.  Kurvorna kan i praktiken genereras på obligationsmarknaden eller penningmarknaden. För obligationsmarknaden väljs oftast obligationer med en specifik kreditvärdering. På penningmarknaden väljs ofta över kort sikt ({\textstyle t\leq 3} månader) STIBOR- eller LIBOR-räntan, mellansikt ({\displaystyle 3<t\leq 15} månader) terminskontrakt och långsiktigt   ({\textstyle t\geq 15} månader) med hjälp av swaps.